# Rutan Voyager
O Rutan Model 76 Voyager foi a primeira aeronave a voar à volta do mundo sem parar ou reabastecer. Foi pilotada por Dick Rutan e Jeana Yeager. O voo partiu da pista da Base Aérea de Edwards situada no deserto do Mojave a 14 de dezembro de 1986, e terminou com sucesso 9 dias, 3 minutos e 44 segundos depois, a 23 de dezembro de 1986. O avião voou 42,432 km (a distância credenciada pela FAI é de 40,212 km) a uma altitude média de 3.350 m.